# Richard Edgcumbe (Politiker, um 1540)
Richard Edgcumbe (auch Edgecombe) (* um 1540; † nach 1587) war ein englischer Politiker, der einmal als Abgeordneter für das House of Commons gewählt wurde.
Richard Edgcumbe entstammte der Familie Edgcumbe, einer der führenden Familien der Gentry von Cornwall. Er war der zweite Sohn von Sir Richard Edgcumbe und dessen zweiten Frau Elizabeth Tregian. Sein älterer Bruder Peter erbte nach dem Tod ihres Vaters 1562 dessen umfangreiche Besitzungen. Bei den Unterhauswahlen 1563 wurde Richard von seinem Bruder als Abgeordneter für das Borough Totnes nominiert. Da die Familie dort noch Besitzungen und Rechte hatte, wurde er unangefochten gewählt. 1565 beklagte er sich aber, dass die Kosten für seinen Aufenthalt in London während der Parlamentssitzungen erheblich seine Mittel übersteigen würden. Er verlangte deshalb, dass das Borough einen anderen Abgeordneten entsenden solle oder ihm für die Sitzungsdauer täglich zwei Shilling zahlen solle. Bei der Unterhauswahl 1571 und bei den folgenden Wahlen kandidierte er nicht mehr. Ab etwa 1573 war er Friedensrichter in Cornwall und ab 1577 in Devon. Dabei musste er sich mehrfach mit Klagen gegen seinen Bruder befassen. Nachdem er bislang im alten Familiensitz Cotehele House gewohnt hatte, scheint er diesen verlassen zu haben, denn 1587 wurde er als Friedensrichter abgelöst, da er nicht mehr in Devon wohnte. Sein weiteres Schicksal ist unbekannt.
Edgcumbe war verheiratet, doch der Name seiner Frau ist unbekannt. Er hatte mindestens eine Tochter, die seine Erbin wurde:
- Jane Edgcumbe ⚭ Thomas Williams († 1638)[1]